# STS-50
STS-50 (U.S. Microgravity Laboratory 1) — космический полёт Спейс Шаттла «Колумбия» в рамках программы НАСА по проведению различных физических и медико-биологических экспериментов. Исследования проводились в лабораторном модуле «Спейслэб» в грузовом отсеке корабля. Полёт стал 12-м для Спейс Шаттла Колумбия. Экспедиция стартовала 25 июня 1992 года из Космического центра Кеннеди в штате Флорида и стала самой длительной для шаттлов на тот момент. Более продолжительными в космической программе США ранее были только полёты на космической станции Скайлэб (Skylab Space Station) в 1973 и 1974 годах.

## Экипаж
- (НАСА) Ричардс, Ричард Ноэл (3-й полёт) — командир
- (НАСА) Бауэрсокс, Кеннет Дуэйн (1-й полёт) — пилот
- (НАСА) Данбар, Бонни Джинн (3-й полёт) — специалист по программе полёта 1
- (НАСА) Бейкер, Эллен Луиза Шулман (2-й полёт) — специалист по программе полёта 2
- (НАСА) Мид, Карл Джозеф (2-й полёт) — специалист по программе полёта 3
- (НАСА) Делукас, Лоуренс Джеймс (единственный) — специалист по полезной нагрузке 1
- (НАСА) Трин, Юджин Ху-Чау (единственный)[1] — специалист по полезной нагрузке 2

## Параметры полёта
- Масса:
  - Полезной нагрузки: 11 153 кг
- Перигей: 256,0 км
- Апогей: 260,8 км
- Наклонение: 28,5°
- Период вращения: 91,0 мин

Посадка первоначально планировалась в Калифорнии на Edwards Air Force Base. Однако, из-за плохой погоды приземление было перенесено во Флориду. В результате посадка на мысе Канаверал стала десятой там для шаттлов и первой для «Колумбии».

## Эксперименты
Список экспериментов включал:
- Crystal Growth Furnace (CGF), Drop Physics Module (DPM), Surface Tension Driven Convection Experiment (STDCE), Zeolite Crystal Growth (ZCG), Protein Crystal Growth (PCG), Glovebox Facility (GBX), Space Acceleration Measurement System (SAMS), Generic Bioprocessing Apparatus (GBA), Astroculture-1 (ASC), Extended Duration Orbiter Medical Project (EDOMP), Solid Surface Combustion Experiment (SSCE), Investigation in Polymer Membrane Processing (IPMP), Shuttle amateur Radio Experiment II (SAREX-II), Ultraviolet Plume Instrument (UVPI).[1]

Эксперименты по выращиванию кристаллов проводились в специальной установке многократного использования (Crystal Growth Furnace, CGF), чтобы исследовать кристаллический рост в невесомости. Эта печь способна к автоматической обработке до шести больших образцов при температурах до 1 600 градусов Цельсия. Исследования полимерных мембран (Investigations into Polymer Membrane Processing, IPMP), которые ранее проводили в шести полётах шаттлов, выявили те их качества, что могут быть использованы для улучшения или применения в качестве биофильтров в биомедицинских и промышленных процессах.